# Lily Pons
Lily Pons (Draguignan, 12 april 1898 - Dallas, 13 februari 1976) was een in Frankrijk geboren Amerikaanse coloratuursopraan en actrice, bewonderd om haar pure, expressieve stem en klassieke techniek. 
Ze werd geboren als Alice Joséphine Pons. Ze studeerde aan het conservatorium van Parijs en had Jean Maubert en Alberto di Gorostiaga als leermeesters. Ze maakte haar debuut in 1928 in de opera Lakmé van Léo Delibes. en zong vooral bij de Metropolitan Opera in New York, waar ze haar debuut maakte in 1931, en de Chicago Civic Opera.
In de late jaren 1930 maakte ze drie films voor RKO. Ze nam meestal platen op voor RCA Victor en Columbia, waarvan vele beschikbaar zijn op cd.
In 1941 werd Pons genaturaliseerd tot Amerikaanse en tijdens de Tweede Wereldoorlog zong ze voor de geallieerde troepen. In 1962 nam ze afscheid van het toneel.